# Ouren (rivière)
Ouren (Урень, également appelée Ourenbach dans son cours moyen) est une rivière de Russie qui coule dans l'oblast d'Oulianovsk. L'embouchure de la rivière se trouve à 1 657 km de l'embouchure de la Volga (réservoir de Kouïbychev). La rivière s'étend sur 42 km, son bassin est de 640 km².À 17 km de l'embouchure sur la rive droite, la petite rivière Ouren du même nom s'y jette, en partant du ravin d'Ouren.

## Données hydrologiques
Selon les données hydrologiques officielles de Russie, l'Ouren appartient au district du bassin de Nijni Novgorod (section hydrologique du réservoir de Kouïbychev) de la commune urbaine de Kamskoïe Oustie jusqu'au réservoir de Kouïbychev, sans la rivière de Bolchoï Tcheremchan. Le bassin de la rivière est la Volga du réservoir supérieur de Kouïbychev jusqu'à l'embouchure dans la mer Caspienne. Elle baigne entre autres le village d'Enganaïevo.

## Histoire
En 1955, lorsque le réservoir de Kouïbychev est formé, la rivière Ouren est écourtée de presque la moitié de sa longueur,.